# Ptilininae
Ptilininae là một phân họ của họ bọ cánh cứng thuộc họ Ptinidae.